# ゲイリー・ラフヘッド
ゲイリー・ラフヘッド（Gary Roughead、1951年7月15日 - ）は、アメリカ合衆国の海軍軍人。最終階級は海軍大将。第29代アメリカ海軍作戦部長。

## 経歴

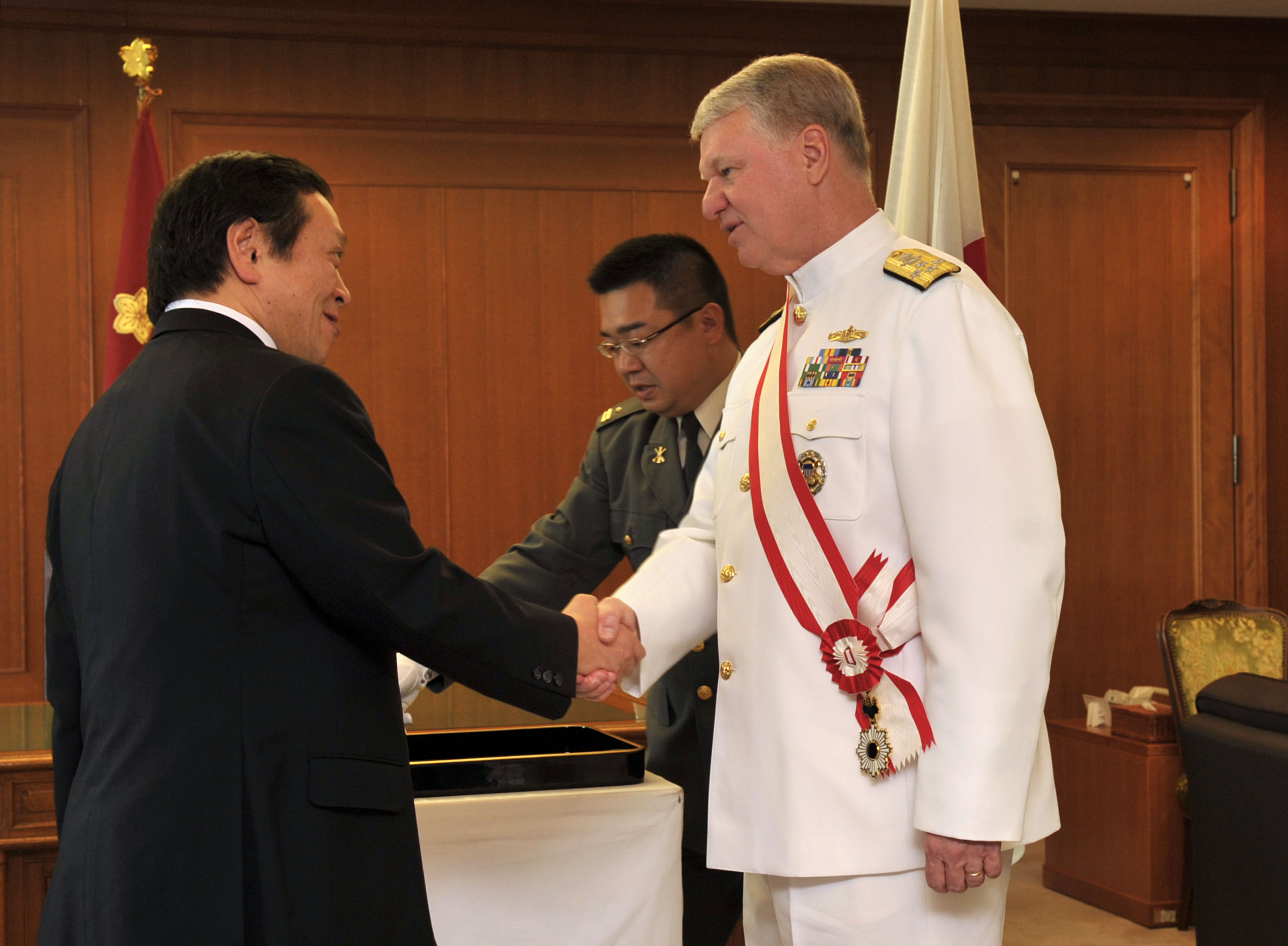
2009年7月3日、防衛大臣浜田靖一（左）と（旭日大綬章を佩用）

ヴァリー・フォージ軍学校卒業後、1969年に海軍兵学校入学。1973年6月に卒業し、海軍に入隊する。
下級士官であった頃には、「CG-27 ジョセファス・ダニエルズ」、「PGM-92 タコマ」、「DD-987 オバノン」、「DD-963 スプルーアンス」などに乗り組み勤務した。
その後、大西洋艦隊や海軍兵学校での勤務および海軍長官付補佐官などを経て、「CG-73 ポート・ロイヤル」と「DDG-52 バリー」の指揮を執る。
ペルシア湾と地中海海域に展開する、「CVN-73 ジョージ・ワシントン」空母打撃群司令官に就任。
2007年3月19日に艦隊総軍司令官に就任。同年7月27日に次期海軍作戦部長に指名され、9月29日に同職に就任した。
2011年9月23日に退役。

## 外部リンク

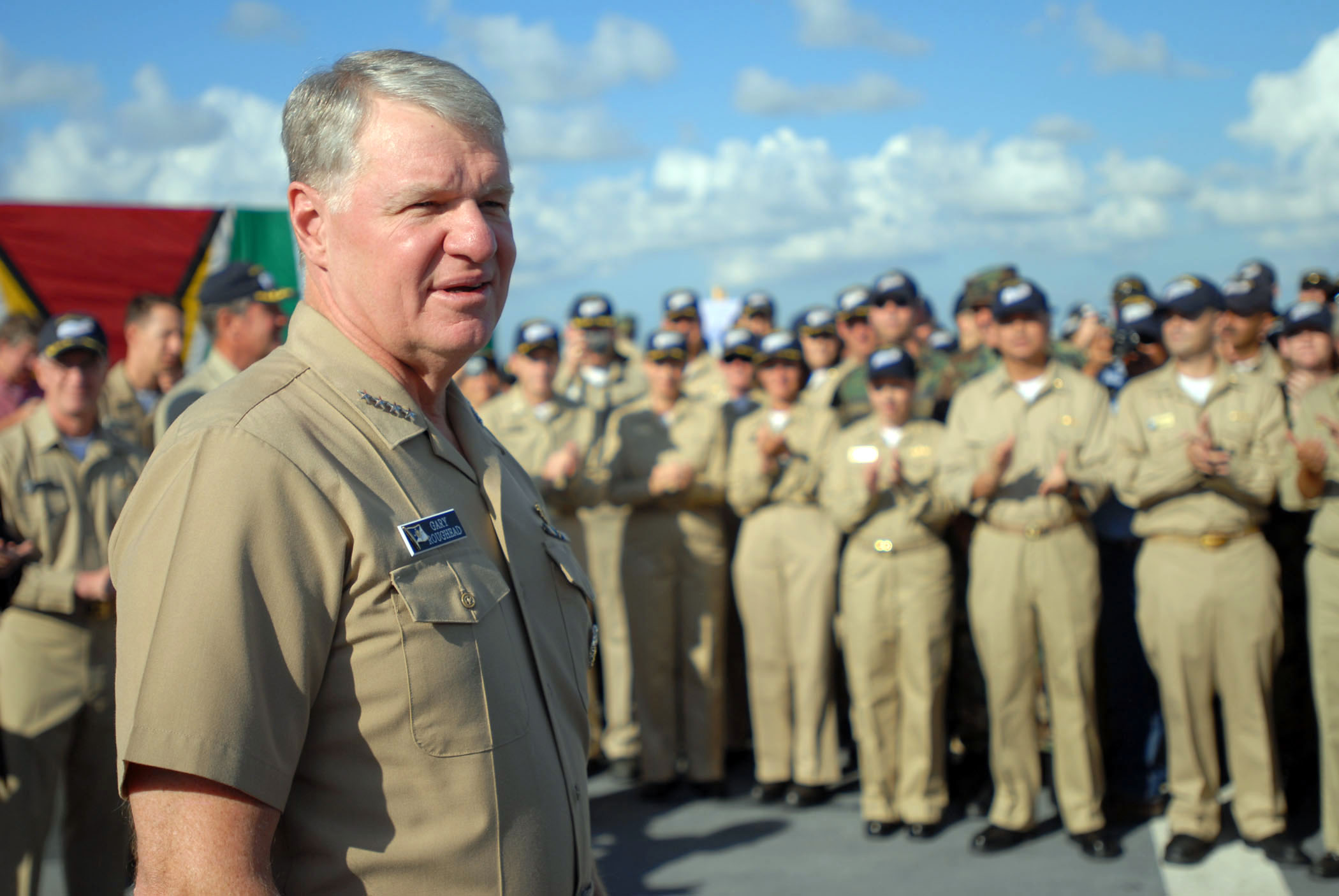
2007年10月12日、ラテン・アメリカやカリブ海諸国への4ヶ月にわたる人道支援（医療支援）任務から帰還し、大西洋上で停泊中の病院船・コンフォート (T-AH-20)の艦上で乗組員たちにスピーチをするラフヘッド。